# The Archies
The Archies é uma banda musical de ficção americana fundada por Archie Andrews, Reggie Mantle, Jughead Jones, Veronica Lodge e Betty Cooper, um grupo de personagens adolescentes do universo da Archie Comics, no contexto da série animada de televisão The Archie Show. O grupo também é conhecido pelo seu sucesso no mundo real, através de uma banda virtual.
A música da banda fictícia foi gravada por músicos, como Ron Dante nos vocais e Toni Vinho em dueto e vocais de apoio, e foi lançado uma série de singles e álbuns. Sua canção de maior sucesso, "Sugar, Sugar", se tornou um dos maiores sucessos do gênero bubblegum pop que floresceu de 1968 a 1973.

## O grupo fictício
The Archies tocam uma variedade de música popular contemporânea, consistindo com a época em que as histórias em quadrinhos eram lançadas. Cada membro cantam os vocais, com o Jughead a tocar a voz grave em algumas faixas. Embora suas vozes cantadas fossem suaves e apropriadas para os vocais pop, suas vozes faladas são muito diferentes. Os papéis que os adolescentes desempenharam na banda fictícia foram
- Archie Andrews – vocais, guitarra rítmica
- Reggie Mantle – baixo, vocais
- Jughead Jones – bateria
- Betty Cooper – vocais, guitarra, percussão
- Veronica Lodge – vocais, teclados

Uma inusitada maneira de distribuição para a música de The Archies eram cifras no verso de caixas de cereal matinal. Embora o grupo não apareça mais na animação, eles ainda são frequentemente usados em histórias publicadas pela Archie Comics.

## Produção
Uma sessão de gravação com músicos foi montado por Don Kirshner em 1968 para interpretar várias canções. A canção mais famosa da banda é "Sugar, Sugar", escrito por Jeff Barry e Andy Kim, que foi o número um em várias paradas musicais em 1969, vendeu mais de seis milhões de cópias, e recebeu um disco de ouro. Na Billboard Hot 100, a canção atingiu o primeiro lugar naquele ano, a única vez que uma banda fictícia já conquistou o primeiro lugar na Hot 100. Outras canções da banda de sucesso que apareceram na principal parada americana foram: "Who's Your Baby?" (40º), "Bang-Shang-A-Lang" (22º) e "Jingle Jangle" (10º). "Jingle Jangle" também vendeu mais de um milhão de cópias, ganhando um segundo de disco de ouro.
Os vocais masculinos para o grupo fictício foram feitos pelo vocalista de The Cuff Links, Ron Dante, e os vocais femininos foram feitos por Toni Wine. Wine, que só foi paga pela sessão de gravação e saiu do grupo quando a canção se tornou um grande sucesso, foi substituída em 1970 por Donna Marie, que por sua vez foi substituída nas gravações finais por Merle Miller. A única canção da banda que não contou com Ron Dante como vocalista principal foi "Love Is Living In You" de 1971, cantada por Bob Levine (co-autor da canção) e produzida por Ritchie Adams. O último single, lançado em 1972, foi "Strangers in the Morning"; sua canção do lado B foi "Plum Crazy". Jeff Barry, Andy Kim, Ellie Greenwich, Susan Morse, Ritchie Adams, Maeretha Stewart, Bobby Bloom e Lesley Miller, contribuíram com vocais de apoios em várias ocasiões, com Barry contribuindo com sua voz grave de marca registrada (retratada como sendo cantada por Jughead no desenho animado) em "Jingle Jangle", "Rock 'n' Roll Music", "A Summer Prayer For Peace" (que atingiu o número um na África do Sul e na Escandinávia em 1971) e "You Little Angel, You". Os músicos da banda incluíam os guitarristas Hugh McCracken e Dave Appell, os baixistas Chuck Rainey e Joey Macho, o tecladista Ron Frangipane e os bateristas Buddy Saltzman e Gary Chester. Os álbuns da banda foram inicialmente lançados pela gravadora Calendar Records. O engenheiro de som foi Fred Weinberg, que era o favorito de Jeff Barry e Andy Kim. Embora os versos de "Jingle Jangle" pareçam ser cantados por Betty ou Veronica (as duas únicas membros femininas do grupo fictício), a canção foi realmente cantada por Dante, usando uma voz de falsete.
Algumas das canções do grupo aparecem em episódios da série de televisão, Riverdale, da The CW.

## Discografia

### Álbuns

#### Álbuns de estúdio
| Detalhes do álbum | Melhores posições nas tabelas |
| Detalhes do álbum | EUA                           |
| --- | ----------------------------- |
| The Archies - Lançamento: 16 de fevereiro de 1968 - Gravadora(s): Calendar Records - Formatos: cassete · CD · vinil        | 88                            |
| Jingle Jangle - Lançamento: 14 de fevereiro de 1969 - Gravadora(s): Kirshner Records - Formatos: cassete · CD · vinil      | 125                           |
| Sunshine - Lançamento: 16 de fevereiro de 1969 - Gravadora(s): Kirshner Records - Formatos: cassete · CD · vinil           | 137                           |
| Everything's Archie - Lançamento: 14 de novembro de 1969 - Gravadora(s): Calendar Records - Formatos: cassete · CD · vinil | 66                            |
| This Is Love - Lançamento: 16 de fevereiro de 1971 - Gravadora(s): Kirshner Records - Formatos: cassete · CD · vinil       | —                             |
| The Archies Christmas Album - Lançamento: 1 de agosto de 2008 - Gravadora(s): Fuel 2000 - Formatos: cassete · CD · vinil   | —                             |

### Singles
| 1968                                                                                        | "Bang-Shang-A-Lang"                     | 22  | —  | — | — | The Archies                |
| 1968                                                                                        | "Feelin' So Good (S.K.O.O.B.Y.-D.O.O.)" | 53  | —  | — | — | Everything's Archie        |
| 1969                                                                                        | "Sugar, Sugar"                          | 1   | 22 | 1 | 1 | Everything's Archie        |
| 1969                                                                                        | "Jingle Jangle"                         | 10  | 37 | — | 1 | Jingle Jangle              |
| 1970                                                                                        | "Who's Your Baby"                       | 40  | —  | — | — | The Archies: Greatest Hits |
| 1970                                                                                        | "Sunshine"                              | 57  | —  | — | — | Sunshine                   |
| 1970                                                                                        | "Together We Two"                       | 122 | —  | — | — | This Is Love               |
| 1971                                                                                        | "This Is Love"                          | —   | —  | — | — | This Is Love               |
| 1971                                                                                        | "A Summer Prayer for Peace"             | —   | —  | — | — | Sunshine                   |
| 1972                                                                                        | "Love Is Living in You"                 | —   | —  | — | — | Não incluso a nenhum álbum |
| 1972                                                                                        | "Strangers in the Morning"              | —   | —  | — | — | Não incluso a nenhum álbum |
| "—" denota lançamentos que não entraram nas paradas ou não foram lançados nesse território. |                                         |     |    |   |   |                            |